# Arthrocereus spinosissimus
Arthrocereus spinosissimus ist eine Pflanzenart in der Gattung Arthrocereus aus der Familie der Kakteengewächse (Cactaceae). Das Artepitheton spinosissimus leitet sich vom Superlativ des lateinischen Adjektivs spinosus für ‚dornig‘ ab.

## Beschreibung
Arthrocereus spinosissimus wächst aufrecht mit basal verzweigenden Trieben. Die bis ein Meter langen, grünen bis leuchtend grünen Triebe erreichen Durchmesser von 5 bis 6 Zentimeter. Die 16 (oder mehr) Rippen sind 4 bis 5 Millimeter hoch. Aus den eng zusammenstehenden Areolen entspringen zahlreiche, dünne, gelbliche Dornen. Es sind 6 bis 8 Mitteldornen vorhanden, die normalerweise 2 bis 2,8 Zentimeter, vereinzelt auch bis 4,5 Zentimeter Länge erreichen können, sowie etwa 20 Randdornen von 0,7 bis 0,8 Zentimeter Länge.
Die weißen Blüten sind zwischen 6 und 7 Zentimeter, die Früchte zwischen 2,5 und 3 Zentimeter lang.

## Verbreitung, Systematik und Gefährdung
Arthrocereus spinosissimus ist im brasilianischen Bundesstaat Mato Grosso in Höhenlagen von 800 bis 900 Metern verbreitet.
Die Erstbeschreibung als Eriocereus spinosissimus durch Albert Frederik Hendrik Buining und Arnold J. Brederoo wurde 1977 aus dem Nachlass von Buining veröffentlicht. Friedrich Ritter stellte die Art 1979 in die Gattung Arthrocereus.
In der Roten Liste gefährdeter Arten der IUCN wird die Art als „Least Concern (LC)“, d. h. als nicht gefährdet geführt.

## Nachweise